# Златен меланохромис
Златен меланохромис или ауратус (Melanochromis auratus) е вид лъчеперка от семейство Цихлиди (Cichlidae). Използва се като декоративен вид в акваристиката.

## Разпространение и местообитание
Видът е ендемичен за езерото Малави в югоизточна Африка, като се среща най-често в южната му част. Предпочита слабоалкални (pH 7,0 – 8,5) води с температура 22 – 26 °C и каменисто дъно.

## Описание
Тялото на златните меланохромиси е удължено и може да достигне дължина 11 cm. Младите и женските са ярко жълти с черни и бели ивици по горната част на тялото, а възрастните мъжки са тъмнокафяви или черни със светлосини или жълти ивици по горната част на тялото.